# Adâncata

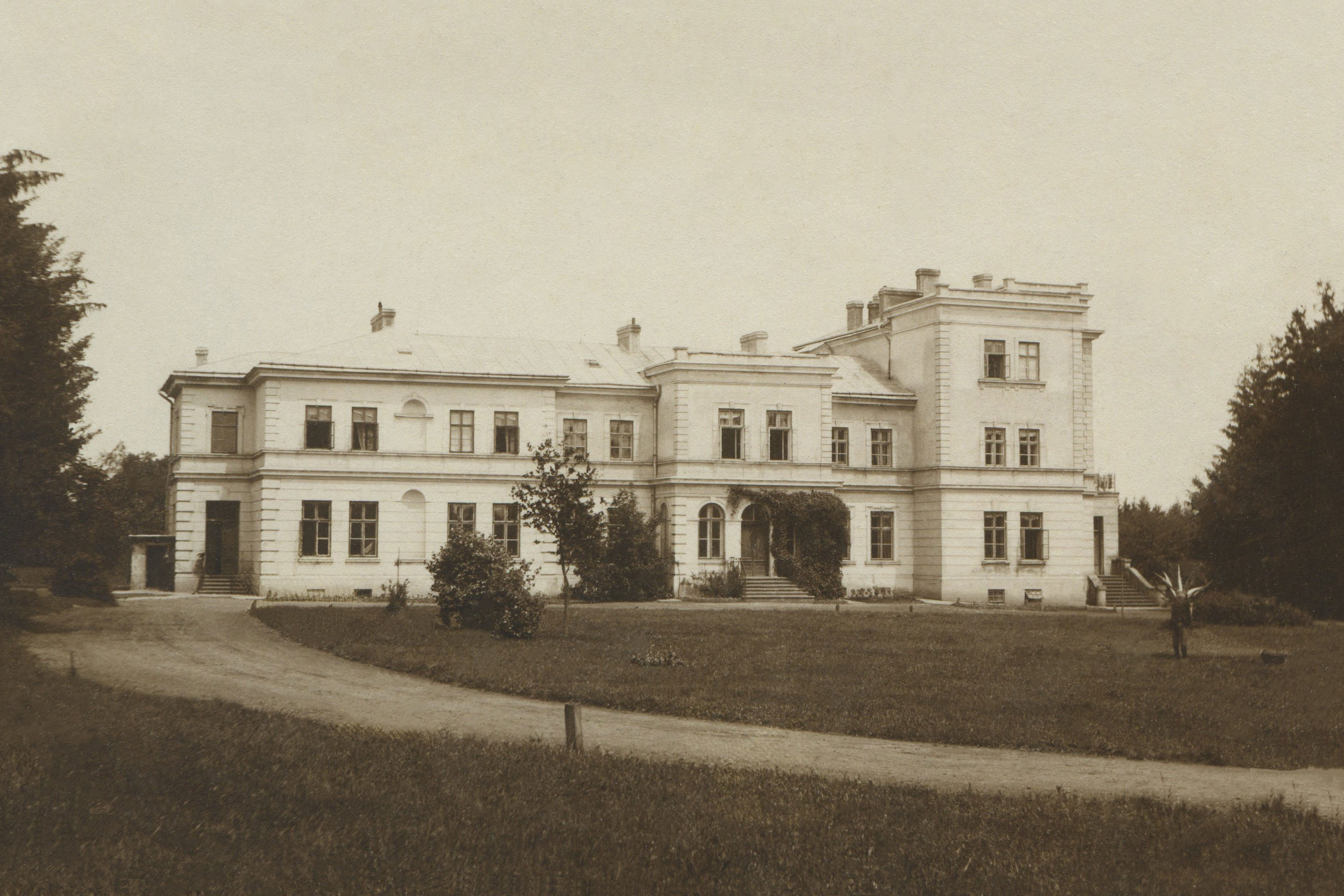
Conacul familiei Skibniewski din Adâncata prin anul 1925.

Adâncata, întâlnit și sub forma Hliboca (în ucraineană Глибока, transliterat: Hlîboka, în rusă Глыбокая, transliterat: Glîbokaia, în germană Hliboka și în poloneză Hliboka) este un oraș în regiunea Cernăuți (Ucraina), centru administrativ al raionului omonim. Este situat la o distanță de 30 km sud de orașul Cernăuți.
Orașul este situat la o altitudine de 342 metri, în partea de centru a raionului Adâncata. Are 8,426 locuitori, preponderent ucraineni.

## Istorie
Localitatea Adâncata a făcut parte încă de la înființare din regiunea istorică Bucovina a Principatului Moldovei. Prima atestare documentară a localității a avut loc în anul 1438.
În ianuarie 1775, ca urmare a atitudinii de neutralitate pe care a avut-o în timpul conflictului militar dintre Turcia și Rusia (1768-1774), Imperiul Habsburgic (Austria de astăzi) a primit o parte din teritoriul Moldovei, teritoriu cunoscut sub denumirea de Bucovina. După anexarea Bucovinei de către Imperiul Habsburgic în anul 1775, localitatea Adâncata a făcut parte din Ducatul Bucovinei, guvernat de către austrieci, făcând parte din districtul Siret (în germană Sereth).
În anul 1857 s-a construit în sat o fabrică de alcool, iar în 1869 s-a început construcția liniei ferate Cernăuți - Vadu Siret - Suceava, care a trecut prin Adâncata. Conform recensământului din 1910, în Adâncata locuiau 5.549 persoane, aceștia fiind în mare majoritate țărani angajați în agricultură.
Până la cel de-al doilea război mondial, majoritatea terenurilor din Adâncata erau stăpânite de familii nobiliare poloneze: prințul Adam Stanisław Sapieha (până în 1892), apoi de Bronislaw Skibniewski (1830-1904) și ulterior de fiul său, Aleksander Skibniewski (1868-1942).
După Unirea Bucovinei cu România la 28 noiembrie 1918, satul Adâncata a făcut parte din componența României, în Plasa Flondoreni a județului Storojineț. În anul 1930, orașul avea 5.413 locuitori, majoritatea populației era formată din români, existând și comunități de ucraineni, evrei, poloni și germani. În perioada interbelică, a funcționat în sat o gară CFR, un protopopiat ortodox (în jurisdicția Mitropoliei Bucovinei și Dalmației) și un cămin cultural al Fundației Culturale Regale "Principele Carol". De asemenea, a fost înființată aici o fabrică de unt .
Ca urmare a Pactului Ribbentrop-Molotov (1939), Bucovina de Nord a fost anexată de către URSS la 28 iunie 1940, reintrând în componența României în perioada 1941-1944. Apoi, Bucovina de Nord a fost reocupată de către URSS în anul 1944 și integrată în componența RSS Ucrainene.
În anul 1956, Adâncata a primit statutul de așezare urbană (orășel), devenind reședință a nou-înființatului raion Adâncata. În perioada iulie 1959 - iulie 1992 Adâncata a inclus partea de nord-est a satului Dimca.
Începând din anul 1991, orășelul Adâncata face parte din raionul Adâncata al regiunii Cernăuți din cadrul Ucrainei independente, fiind centru administrativ raional. Conform recensământului din 1989, numărul locuitorilor care s-au declarat români plus moldoveni era de 1.881 (1.698+183), adică 20,11% din populația localității . În prezent, orașul are 9.223 locuitori, preponderent ucraineni.

## Prezent
În prezent, în oraș funcționează un teatru național, un muzeu de istorie, un cinematograf, un stadion, o orchestră de muzică populară și grupul de dans popular "Izvorașul".
În piața centrală a orașului se află un monument al scriitorului ucrainean Taras Șevcenko și un Monument al soldaților căzuți în Războiul din Afganistan.

## Demografie
Componența lingvistică a așezării de tip urban Adâncata
     Ucraineană (84,64%)
     Română (12,16%)
     Rusă (2,97%)
     Alte limbi (0,17%)
Conform recensământului din 2001, majoritatea populației așezării de tip urban Adâncata era vorbitoare de ucraineană (84,64%), existând în minoritate și vorbitori de română (12,16%) și rusă (2,97%).
1910: 5.549 (recensământ)
1930: 5.438 (recensământ) 
1989: 9.352 (recensământ)
2001: 9.302 (recensământ)
2007: 9.223 (estimare)
2013: 9.000 (estimare)

### Recensământul din 1930
Componența etnică a orașului Adâncata (județul Storojineț)
     Români (57,15%)
     Germani (8,93%)
     Evrei (4,32%)
     Ruteni (21,79%)
     Polonezi (6,38%)
     Ruși (1,39%)
     Cehi/Slovaci (0,02%)
Componența confesională a orașului Adâncata
     Ortodocși (70,2%)
     Romano-catolici (9,85%)
     Mozaici (4,83%)
     Evanghelici\Luterani (7%)
     Greco-catolici (8,12%)
Conform recensământului efectuat în 1930, populația orașului Adâncata se ridica la 5.438 locuitori. Majoritatea locuitorilor erau români (57,15%), cu o minoritate de germani (8,93%), una de evrei (4,32%), una de ruteni (21,79%), una de ruși (1,39%), una de polonezi (6,38%) și una de cehi\slovaci (0,02%). Din punct de vedere confesional, majoritatea locuitorilor erau ortodocși (70,20%), dar existau și romano-catolici (9,85%), mozaici (4,83%), greco-catolici (8,12%) și evanghelici\luterani (7,00%).

## Personalități
- Domka Botușanska - poetă ucraineană
- Serghei Kaniuk - scriitor
- Anna-Daria Andrusiak - artistă
- Gheorghi Bezverhnîi - jurnalist, membru al Uniunii Jurnaliștilor din Ucraina
- Gheorghi Naghirnîi - lucrător cultural emerit din Ucraina

## Obiective turistice
- Biserica "Sf. Mihail" - construită în 1908
- Spitalul regional de copii - amplasat într-o fostă casă boierească de la începutul secolului al XIX-lea [9]
- Biblioteca Centrală Raională - amplasată într-o clădire construită de coloniștii germani
- Arhiva Regională - amplasată într-o clădire de la mijlocul secolul al XIX-lea [10]
- Școala de muzică - amplasată într-o clădire construită la sfârșitul secolului al XIX-lea [11]
- Biserica romano-catolică - construită în anul 1908 de comunitatea poloneză romano-catolică [12]
- Monumentul lui Taras Șevcenko - amplasat în anul 1962 în Piața Centrală [13]
- Monumentul Olgăi Kobyleanska - amplasat în anul 1992 în apropierea Liceului [14]
- Monumentul soldaților care au fost uciși în Afganistan - amplasat în 1992 în Piața Centrală [15]
- Muzeul orașului - conține exponate istorice